# Гордень

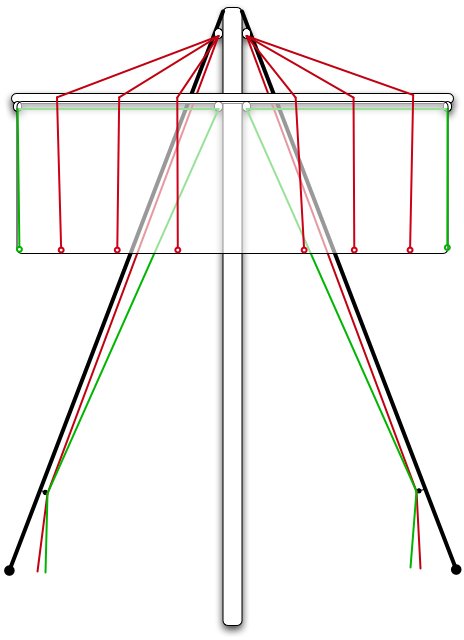
Бик-гордені (позначені червоним) і гітови (позначені зеленим)

Го́рдень (від нід. gording) — снасть рухомого такелажу вітрильного судна, за допомогою якої прямі вітрила підтягують до рей при їх прибиранні.
Залежно від свого розташування гордені отримують додаткові найменування: гордень для нижньої шкаторини називається бик-горденем (від нід. buik — «пузо вітрила»), для бокової — нок-горденем (від нід. nok — «нок, кінець реї»). Тонкий гордень називають «гордешок», бик-гордень брамселя — брам-бичок. Колись обабіч бик-горденів прив'язувалися ще одні гордені — дев-гордені (деф-гордені, демп-гордені). Гордені кріпляться тільки до шкаторин, а шкотові кути підтягують до реї гітовами. Бик-гордень, корінний кінець якого кріпився за коуш лапки на лицьовій стороні вітрила, називався анапуть.
Для захисту від перетирання горденями вітрил останні мали нашивки по напрямках тяги горденів — гордень-боути.
Гордень підйомний — найпростіше підйомне пристосування, що складається з нерухомого одношківного блока, прив'язаного до якого-небудь предмета, наприклад, марса або реї і пропущеного через нього троса, шкентеля. Дає зручний напрямок тяги без виграшу в силі.
Горденями називаються і снасті для підйому і спуску деяких вітрил і рангоутних дерев: брам-гордень — для брам-рей і брам-стеньг, бом-брам-гордень — для бом-брам-рей і бом-брам-стеньг, брифок-гордень — для брифока.